# Zhor Zerari
Zhor Zerari, née en 1937 et morte en 2013, est une militante indépendantiste, une moudjahidate de La casbah d'Alger,  puis une journaliste et une auteure algérienne.

## Biographie
Zhor Zerari est née le 26 mars 1937 à Annaba, l'une des grandes villes algériennes, au nord-est du pays, au bord de la Méditerranée, où elle grandit. Elle y va à l’école mais aussi à la médersa. Adolescente, elle poursuit ses études à Alger, dans des établissements privés  dont l'école Pigier. Son père milite au parti du peuple algérien, fondé par Messali Hadj. Elle est aussi la nièce de Rabah Zerari (qui est devenu à partir de la fin des années 1950 l'un des responsables de maquisards algériens, connu sous le nom de guerre de commandant Azzedine). Son propre père disparaît au début de la guerre d’Algérie après avoir été emmené par des parachutistes français.
Militante indépendantiste, elle assure dans un premier temps le transport de courrier, d’armes, de munitions, puis participe à des actions. Elle est une des poseuses de bombes des indépendantistes algériens durant ce qui a été appelé la bataille d’Alger. Elle pose une première bombe en février 1957, et trois autres en juillet 1957. Ces bombes sont placées sous des voitures en stationnement dans des rues d’Alger sans grand passage, et ne font pas de victimes. Elle affirme à propos des bombes de juillet 1957 que « le but n'était pas de faire de victimes, ce jour-là, mais de rappeler que le FLN était toujours vivace, en dépit des déclarations triomphalistes de Massu »,. Quelques semaines plus tard, elle doit récupérer d’autres bombes, mais le laboratoire où elles sont préparées explose. Elle est arrêtée le 25 août 1957. Conduite à l'école Sarouy, elle y est soumise à la question sur son réseau. Cette école avait été réquisitionnée durant l’été 1957 par le 3e régiment de parachutistes coloniaux du colonel Bigeard. Une compagnie s'était installée dans cette école pour en faire un centre d'interrogatoire, avec en adjoint du capitaine à la tête de cette compagnie, le lieutenant Maurice Schmitt. La torture y faisait partie des méthodes d’interrogatoire. Le journal Le Monde a rapporté son témoignage  en 2005 : elle y indique avoir ainsi été mise à nue, tabassée, et torturée à la gégène, allongée par terre, bâillonnée avec un maillot empli d'excréments. « Schmitt et un autre lieutenant étaient là. Schmitt donnait les ordres » précise-t-elle quelques décennies plus tard au correspondant du Monde, en plein débat en France sur l'usage de la torture dans cette période. Si elle évoque aussi un sous-officier qui l'a soustrait à des menaces de viol émises par d'autres militaires, elle n'a pas oublié d'autres moments qui étaient particulièrement humiliants. Elle reste dans  ce centre de torture une dizaine de jours. Elle est condamnée dans un premier procès à 15 ans de prison puis, lors d'un second, à la perpétuité. Elle est détenue et transférée de prison en prison, en Algérie puis en France jusqu'à la prison de Rennes  dont elle est libérée en mars 1962 (à la suite des accords d'Évian mettant fin à cette guerre d’Algérie).
Zhor Zerari garde des séquelles importantes des tortures subies. Elle souffre le reste de sa vie de pertes d'équilibre, et de fortes douleurs . Ces séquelles  provoquent des chutes et des pertes de connaissance. En 1961, alors qu'elle est emprisonnée à Pau, on lui fait passer un électro-encéphalogramme : « il était écrit que mes crises étaient "la conséquence d'électrochocs administrés en établissement psychiatrique". Or je n'étais jamais allée en hôpital psychiatrique », raconte-t-elle.
Elle devient ensuite la première femme journaliste en Algérie, en particulier à l'hebdomadaire Algérie-Actualité dans les années 1960 et 1970. Elle publie aussi un recueil de poésie, Poèmes de prison, en 1988. Profondément féministe, elle se manifeste publiquement en s’associant aux protestations contre le Code de la famille promulgué en 1984, reléguant les femmes au statut de mineures, légalisant la polygamie, et le divorce sans obligation pour l’homme d’assurer l’entretien de la famille. Ce code est finalement révisé partiellement en 2005.
Elle meurt en août 2013, à Alger à 76 ans des suites d'une longue maladie.

## Publications
Poèmes de prison, Éditions Bouchène. Alger, 1988